# Alfa Romeo Tipo 512
Alfa Romeo Tipo 512 är en prototyp, tillverkad av den italienska biltillverkaren Alfa Romeo 1940.

## Utveckling
Tipo 512 togs fram som efterträdare till Alfettan sedan det blivit klart att internationella bilsportförbundet planerade för att 1940-talets Grand prix racing skulle köras med voituretter. Alfas chefskonstruktör Wifredo Ricart tog därför fram denna 1,5-litersbil vid sidan av den sextoncylindriga trelitersbilen Tipo 162.
Tipo 512 var Alfas första mittmotorbil. Motorn var en 180° V12:a med tvåstegskompressor. Alfa Romeo byggde en komplett bil samt ett chassi, innan andra världskriget satte stopp för vidare utveckling.

## Tekniska data
| Tekniska data         | Tipo 152                                                         |
| --------------------- | ---------------------------------------------------------------- |
| Motor:                | 12-cylindrig 180° V-motor                                        |
| Cylindervolym:        | 1489 cm³                                                         |
| Borrning x slaglängd: | 54,0 x 54,2 mm                                                   |
| Max effekt:           | 335 hk vid 8 600 v/min                                           |
| Ventilstyrning:       | 2 överliggande kamaxlar per cylinderrad, 2 ventiler per cylinder |
| Överladdning:         | Roots-kompressor                                                 |
| Växellåda:            | 5-växlad manuell                                                 |
| Chassi:               | Fackverksram                                                     |
| Hjulupphängning fram: | Dubbla tvärlänkar, längsgående torsionsstavar                    |
| Hjulupphängning bak:  | De Dion-axel, Wattlänk, längsgående torsionsstavar               |
| Bromsar:              | Hydrauliska trumbromsar                                          |
| Hjulbas:              | 244 cm                                                           |
| Torrvikt:             | 700 kg                                                           |